# 居特勒·卡罗伊
居特勒·卡罗伊（匈牙利語：Güttler Károly，1968年6月15日—），匈牙利男子游泳运动员。他曾代表匈牙利参加1988年、1992年、1996年和2000年夏季奥林匹克运动会游泳比赛，共获得二枚银牌。